# Tour della nazionale maschile di rugby a 15 dell'Irlanda 2004
Tra le due edizioni del 2004 e 2007 della Coppa del Mondo di rugby, la nazionale irlandese di Rugby Union, affidata ancora a Eddie O'Sullivan si è recata più volte in tour nell'emisfero australe.
Tali tour, si svolgono di solito nel mese di giugno e sono il momento in cui vengono sperimentati nuovi giocatori in vista degli impegni ufficiali, cpome ad esempio i mondiali del 2007.
Nel 2004, L'Irlanda si reca in Tour in Sudafrica, per affrontare in due test match gli Springboks affidati al nuovo coach Jacke White. Reduci da un ottimo Sei Nazioni, dove pur sconfitti dalla Francia, hanno conquistato il secondo posto e la Triple Crown, superando tutte le squadre britanniche, gli Irlandesi hanno l'obbiettivo non nascosto di battere in Sudafrica.
Nel primo match gli irlandesi resistono bene chiudendo il primo tempo in parità 11-11 grazie ad una meta di Wayne Julies. Nel secondo tempo gli Springboks impongono il loro livello superiore (e la loro abitudine a giocare in altitudine)  e con due mete di Jacques Cronje e Pedrie Wannenburg fanno propria la partita, malgrado i calci precisi di Ronan O'Gara.
Nel secondo match a città del Capo, a fare la differenza sono i calci di Percy Montgomery a dare la vittoria agli Springboks. Gli Irlandesi segnano subito una meta con Tyrone Howe e sembrano poter conquistare un successo storico, ma Breyton Paulse pareggia i calci di Montgomeri riportano avanti sino al 13-7 i sudafricani che poisegnano ancora nella ripresa con Jaque Fourie e con altri calci di Montgomery, prima dell'inutile meta della bandiera di Brian O'Driscoll 
| Bloemfontein 12 giugno 2004 | Sudafrica | 31 – 17 | Irlanda | Free State |

| Città del Capo 19 giugno 2004 | Sudafrica | 26 – 17 | Irlanda |  |